# Hüngsberg
Hüngsberg ist ein Ortsteil der Ortsgemeinde Windhagen im rheinland-pfälzischen Landkreis Neuwied.

## Geographie
Der Weiler Hüngsberg liegt zwei Kilometer östlich des Ortszentrums von Windhagen auf einem nach Osten zum Tal des Pfaffenbachs abfallenden Bergrücken. Die Ortschaft umfasst Höhenlagen zwischen 245 und 260 m ü. NHN. Zu den nächstgelegenen Orten gehören Johannisberg im Nordwesten sowie der Wohnplatz Adamstal im Süden. In Hüngsberg endet die Kreisstraße 30, die nach Windhagen führt.

## Geschichte
Der ursprüngliche Name von Hüngsberg und dem benachbarten Johannisberg lautete Heunsburg, was den Sitz eines Honnen bezeichnet, dem Vorsteher einer Honschaft. Später erhielt Hüngsberg die Bezeichnung „Hunsberg“ (mundartlich „(Nöü-)Hüsbrich“), während Johannesberg unter dem Namen „altes Hunsberg“ (mundartlich „Althüsbrich“) erschien. Hüngsberg gehörte zur Honschaft Windhagen im gleichnamigen Kirchspiel und unterstand der Verwaltung des kurkölnischen Amtes Altenwied. Anfang des 15. Jahrhunderts war in dem Ort das Adelsgeschlecht der Herren von Rennenberg, ansässig auf der gleichnamigen Burg oberhalb von Linz, begütert. Bei einer Inventur (Bestandsaufnahme) aller Ansiedlungen im Amt Altenwied zählte man 1660 in Hunsberg (Hüngsberg) vier Häuser.
In preußischer Zeit (ab 1815) blieb Hüngsberg ein Teil der Honschaft, später Gemeinde Windhagen, seit 1823 im Verwaltungsbezirk der Bürgermeisterei Asbach. 1822 erbauten die Bewohner des Ortes eine Kapelle, die 1825 der Jungfrau Maria geweiht wurde. Bei Volkszählungen in der ersten Hälfte des 19. Jahrhunderts war Hüngsberg als Weiler verzeichnet, 1843 umfasste er jeweils sechs Wohn- und Wirtschaftsgebäude. Über den Ende des 19. Jahrhunderts erreichten Umfang wuchs Hüngsberg nie hinaus. Am Ende des Zweiten Weltkrieges erlitt die Ortschaft im März 1945 schwere Zerstörungen, denen die Kapelle zum Opfer fiel. 1950 wurde die Kapelle an anderer Stelle wieder aufgebaut und erhielt den Namen „St. Mariä Heimsuchung“.
Einwohnerentwicklung
| Jahr | Einwohner |
| ---- | --------- |
| 1816 | 39        |
| 1828 | 44        |
| 1843 | 37        |
| 1885 | 53        |
| 1987 | 34        |

## Sehenswürdigkeiten
- Die katholische Kapelle St. Mariä Heimsuchung aus dem Jahre 1950 befindet sich am östlichen Ortsausgang. Sie ist ein weiß verputzter Bau auf rechteckigem Grundriss mit Schiefer- und Satteldach sowie aufgesetztem Glockenturm. Der tonnengewölbte Innenraum beherbergt eine hölzerne Marienstatue aus dem Vorgängerbau, die ungefähr auf das Jahr 1470 datiert wird. Bei einer Renovierung im Jahre 1988 kam es zur Umgestaltung des Kapellenvorplatzes, der auch ein Kriegerdenkmal für die acht in Hüngsberg Gefallenen des Zweiten Weltkriegs beherbergt. Der im Krieg zerstörte Vorgängerbau der Kapelle von 1822 war ein aus Lehm errichtetes Bruchsteingebäude und bot etwa sechs Personen Platz.[9][10]
- An der Ortsdurchfahrt (Kreisstraße 30) steht ein teilweise massiv gebautes Fachwerkhaus aus dem 18. Jahrhundert, das als Kulturdenkmal unter Denkmalschutz steht.[11]

## Persönlichkeiten
- Josef Rüddel (1925–2023), langjähriger Bürgermeister von Windhagen, lebte in Hüngsberg
- Erwin Rüddel (1955–2025), Mitglied des Deutschen Bundestages, aufgewachsen in Hüngsberg